# Електропутере
Електропутере (рум. Electroputere) била је фабрика у Крајови, у Румунији, основана 1949. године
Била је једна од највећих индустријских комплекса почев од 1960-их до приватизације. Специјализовала се за производњу дизел и електричних возова, тешких трансформатора, индустријских електричних делова као што су прекидачи, електромотори, трансдуктори, итд. Такође су се ковали дијелови, модернизовали алати и поправљала опрема. Деведесетих година, након приватизације, компанија је постепено затворена. И даље постоји, али је неактивна. Производња возова се сада ради у Софтронику Крајови.

## Возови
Електропутере је направио доста локомотива за румунске државне жељезнице. Међу њима је 1077 електричних локомотива (ЛЕ 5100) и најмање 1500 дизел локомотива (ЛДЕ 2100). Не само то, компанија је такође направила извозне локомотиве. Испод је листа земаља у којима је био извоз:
- Бугарска
- Кина
- Грчка
- Иран
- Сирија
- Пољска
- Уједињено Краљевство
- Југославија

Међу познатим порученим локомотивама налазе се ЈЖ серија 461, БР серија 56 и ОСЕ серија А.551 (ЛДЕ4000, са АЛКО дизелским моторима).

## Галерија
- ЛЕ 5100 (Румунске Државне Жељезнице, 1967-1991.)
- ЛЕ 5100 (Југословенске Железнице, 1971-1973, 1978-1980.)
- ЛДЕ 4000 (Грчке Жељезнице, 1982.)
- ЛДЕ 2100 (Румунске Државне Жељезнице, 1959-1986.)
- ЛДЕ 2100 (Пољске Државне Жељезнице, овде је приказан приватни оператор, 1965-1977.)
- ЛДЕ 3500 (Британске Жељезнице 1976-1978.)
- В54 (1955-1959.), трамвај, ово је модернизација 1976. године.